# Politiek in Appenzell Innerrhoden

Wapen van het kanton Appenzell Innerrhoden

Dit artikel gaat de over Politiek in het Zwitserse kanton Appenzell Innerrhoden.

## Politiek
In Zwitserland vormden tot aan de Reformatie (1523-1597) de huidige kantons Appenzell Innerrhoden en Appenzell Ausserrhoden het kanton Appenzell. In 1597 werd Appenzell in twee halfkantons verdeeld, het halfkanton Appenzell Innerrhoden en het halfkanton Appenzell Ausserrhoden. Naast Appenzell Innerrhoden en Appenzell Ausserrhoden, kende men ook de halfkantons Basel-Landschaft, Bazel-Stad, Nidwalden en Obwalden. De term "halfkanton" is thans in onbruik geraakt en sinds de laatste herziening van de bondsgrondwet in 1999, spreekt men van 26 zelfstandige kantons, in plaats van 23 kantons. In de Kantonsraad zijn de voormalige halfkantons echter nog altijd met ieder maar één afgevaardigde vertegenwoordigt, terwijl de overige 23 kantons altijd al met ieder twee afgevaardigden in de Kantonsraad zijn vertegenwoordigd.

### Wetgevende macht

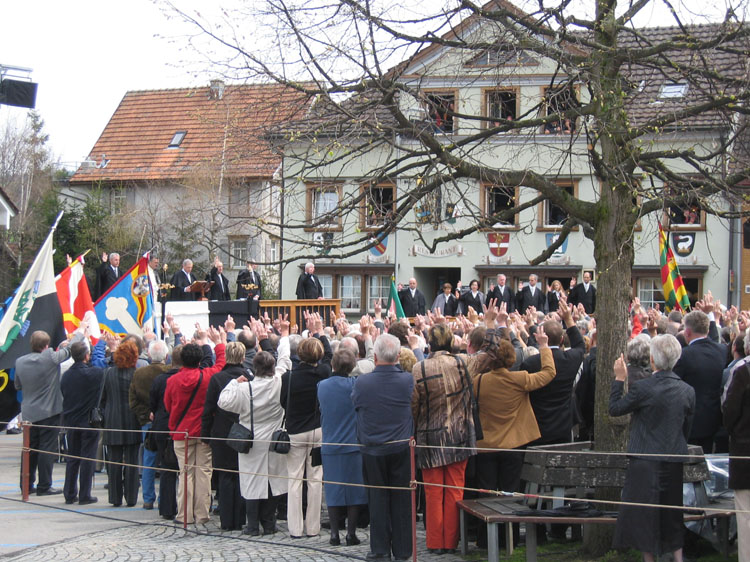
Landsgemeinde in Appenzell Innerrhoden

De volledige wetgevende macht van het kanton Appenzell Innerrhoden ligt in handen van de Landsgemeinde. Een Landsgemeinde is een van de oudste vormen van directe democratie. Op de Landsgemeinde komen alle burgers bijeen tijdens deze volksvergadering. De burgers stemmen over wetten en moeten de staatsbegroting goedkeuren. Burgers mogen overal over debatteren. De Landsgemeinde vindt iedere laatste zondag van april plaats.
Er is ook een Grote Raad (Grosse Rat), een soort parlement dat zorgt draagt voor de administratieve voorbereidingen voor een Landsgemeinde. De belangrijkste taken van de Grote Raad zijn voorbereiden van (grond)wetsvoorstellen, verordeningen betreffende het voltrekken en uitvoeren van wetten, vaststellen van de begroting en toetsing van de jaarrekening. Ook houdt de Grote Raad toezicht op alle autoriteiten.

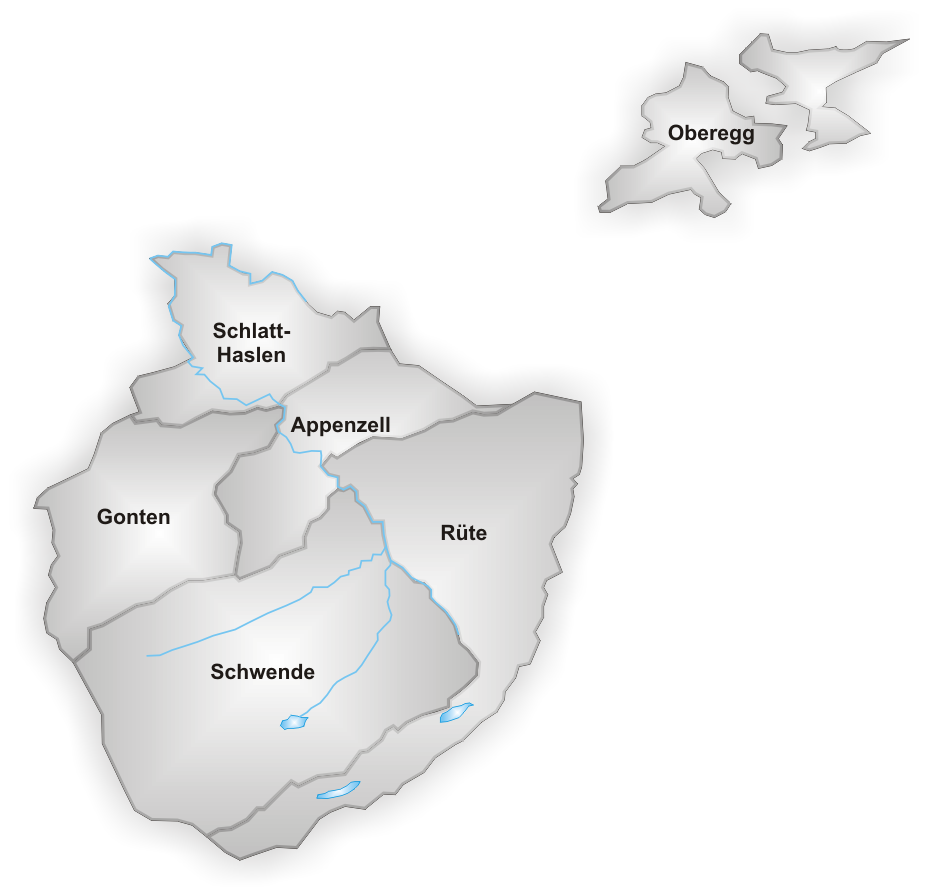
De districten van het kanton Appenzell Innerrhoden

Appenzell Innerrhoden is verdeeld in 7 districten. Op de 300 inwoners in een district wordt een afgevaardigde voor de Grote Raad gekozen. Bij de verkiezingen speelt lidmaatschap van een partij geen rol. Lidmaatschap van een partij van een lid van de Grote Raad kan geen rol spelen, daar de Grote Raad uitsluitend een administratief orgaan is en de werkelijke beslissingen worden genomen tijdens Landsgemeinde. De Grote Raad bestaat uit 49 leden, waarvan 7 vrouwen. De huidige voorzitter van de Grote Raad (anno 2006) is Josef Manser.

## Uitvoerende macht
De uitvoerende macht wordt Standeskommission (Stendencommissie) genoemd en bestaat uit 7 leden. De leden van de Standeskommission worden door Landsgemeinde gekozen. De leden van de Standeskommission hebben allemaal traditionele ambtsbenamingen: regerende Landammann, plaatsvervangend Landammann, Statthalter, Säckelmeister, Landeshauptmann, Bauherr en Landesfähnrich. Tot 1996 bestonden ook de Zeugherr en de Armleutsäckelmeister, maar deze ambten zijn afgeschaft. Overigens zijn er ook moderne ambtsaanduidingen gangbaar.
Hieronder een lijst van leden van de Landeskommission (2007):
| Traditionele ambtsaanduiding            | Departement                          | persoon             | partij |
| --------------------------------------- | ------------------------------------ | ------------------- | ------ |
| Regerende Landammann (2006-2007)        | Economische Zaken                    | Bruno Koster        | -      |
| Plaatsvervangend Landammann (2006-2007) | Onderwijs                            | Carlo Schmid-Sutter | CVP    |
| Statthalter                             | Volksgezondheid en Sociale Zaken     | Werner Ebneter      | CVP    |
| Säckelmeister                           | Financiën                            | Moser Sepp          | -      |
| Landeshauptmann                         | Land- en Bosbouw                     | Lorenz Koller       | CVP    |
| Bauherr                                 | Bouw en Milieu                       | Stefan Sutter       | CVP    |
| Landesfähnrich                          | Justitie, Politie en Militaire Zaken | Melchior Looser     |        |

### Partijen
In Appenzell Innerrhoden is maar één partij echt van belang: De Christendemocratische Volkspartij (CVP). De CVP van Appenzell Innerrhoden maakt deel uit van federale CVP, maar is doorgaans conservatiever, maar met een sociaal politiek programma. De CVP A.I. is voorstander van het stimuleren van het toerisme. De tweede partij is de Zwitserse Volkspartij (SVP) die aangesloten is bij de federale SVP. Grote partijen als de Sociaaldemocratische Partij van Zwitserland (SP) en de Groene Partij van Zwitserland (GPS) hebben geen afdelingen in Appenzell Innerrhoden.

## Vrouwenkiesrecht
Het kanton Appenzell Innerrhoden was het laatste Zwitserse kanton waren het vrouwenkiesrecht werd ingevoerd. In 1973, 1982 en in 1990 stemde men op de Landsgemeinde tegen het toekennen van stemrecht aan vrouwen op kantonaal niveau. De bondsrechtbank besloot op 27 november 1990 dat het het stemrecht vrouwen in Appenzell Innerrhoden moest worden ingevoerd. In 1991 stemde een meerderheid van de mannen op de Landsgemeinde alsnog voor de invoering van het vrouwenkiesrecht.

### Rechterlijke macht
De rechterlijke macht ligt in handen van een kantonsrechtbank en een Bezirksgericht. Voor de enclave Oberegg (welke in Appenzell Ausserrhoden ligt). Gerechtelijke ambten in Appenzell Innerrhoden zijn opmerkelijk genoeg ereambten.

## Verwijzing
1. ↑  [Vrouwen bezaten sinds 1971 kiesrecht op federaal niveau.]